# Bilancia dei pagamenti
La bilancia dei pagamenti è il rendiconto in cui vengono registrate tutte le operazioni effettuate dall’economia di uno stato verso l'estero, nell'arco di tempo considerato (mese, trimestre o anno), e contabilizzate in valuta nazionale. 
Più tecnicamente si tratta di:
(Banca d'Italia, Manuale della bilancia dei pagamenti e della posizione patrimoniale sull'estero dell'Italia, pag. 8)
In Italia la bilancia dei pagamenti è redatta dalla Banca d'Italia, secondo specifiche regole dettate dal Fondo Monetario Internazionale, che sono a loro volta sostanzialmente coerenti con le convenzioni internazionali in materia di contabilità nazionale.

## Struttura
La bilancia dei pagamenti è articolata in tre sezioni:
1. Conto corrente, dove vengono registrate le transazioni relative a beni e servizi, i redditi da lavoro dipendente e da capitale, i trasferimenti correnti;
2. Conto capitale, analogo al Conto del capitale del Sistema europeo dei conti nazionali e regionali;
3. Conto finanziario, analogo al Conto finanziario del Sistema europeo dei conti nazionali e regionali;

In ciascun conto si registrano debiti e crediti. Va notato che "debiti" e "crediti" sono tali secondo un criterio di cassa e indicano pertanto, rispettivamente, uscite e entrate di moneta. Si tratta peraltro di flussi che modificano gli stock dei crediti e dei debiti in senso patrimoniale: se un paese presta denaro a un altro, vanta nei confronti di questo un maggior credito (criterio patrimoniale) ma registra un'uscita di moneta (un debito, secondo il criterio di cassa). È questo il motivo per cui vengono classificate come debiti le uscite di moneta che aumentano i crediti (in senso patrimoniale), come crediti le entrate di moneta che aumentano i debiti.
In sintesi si intendono:
- debiti (uscite di denaro dal paese in seguito ad un aumento di attività o una diminuzione di passività): ad esempio le uscite di moneta conseguenti ad acquisti di beni e servizi (importazioni), pagamenti di redditi, trasferimenti unilaterali, acquisizioni di attività non finanziarie non prodotte, aumenti di attività o diminuzioni di passività finanziarie sull'estero;
- crediti (entrate di denaro nel paese in seguito ad una diminuzione di attività o un aumento di passività): ad esempio le entrate di moneta derivanti da vendite di beni e servizi (esportazioni), incassi di redditi, trasferimenti unilaterali, cessioni di attività non finanziarie non prodotte, diminuzioni di attività o aumenti di passività finanziarie sull'estero.

Si segue il metodo della partita doppia, registrando ciascuna transazione a debito di un conto e a credito di un altro. Ne dovrebbe risultare un saldo nullo della bilancia, che però nella pratica non si verifica in quanto le informazioni sulle varie poste sono tratte da fonti diverse. Le differenze confluiscono nel conto Errori ed omissioni.

### Conto corrente
Il Conto corrente (detto anche Conto delle partite correnti) registra le transazioni internazionali in merci e servizi, redditi e trasferimenti unilaterali correnti.
I crediti riportano le entrate provenienti da esportazioni di beni e servizi, nonché da prestazioni dei fattori produttivi (lavoro di residenti, capitale di proprietà di residenti) utilizzate da altri paesi.
I debiti riportano le uscite per importazioni di beni e servizi e per prestazioni di fattori produttivi non residenti.
I trasferimenti unilaterali correnti sono entrate o uscite senza contropartita che, modificando il reddito disponibile, hanno un impatto sui consumi.
Più in dettaglio:
- merci: qualsiasi bene mobile che non rappresenti un'attività finanziaria;
- servizi: vi sono apposite sottosezioni per:
  - trasporti di merci e di passeggeri;
  - viaggi all'estero: soggiorni in Italia di non residenti, all'estero di residenti, per turismo o per lavoro;
  - comunicazioni: servizi postali e di corriere, servizi di telecomunicazione quali la posta elettronica o via satellite;
  - costruzioni: per le costruzioni all'estero, tra i crediti il valore globale dei servizi di costruzione forniti da residenti a non residenti, tra i debiti il valore dei beni e servizi acquistati all'estero dall'impresa di costruzioni; viceversa per le costruzioni in Italia;
  - assicurazioni: l'erogazione di servizi assicurativi da parte di imprese residenti a non residenti, e viceversa;
  - servizi finanziari: i servizi di intermediazione finanziaria e relativi servizi ausiliari;
  - servizi informatici e di informazione: i servizi informatici sono relativi al software, alla manutenzione e riparazione dell'hardware, alla elaborazione dati, a servizi di analisi e programmazione, ecc.; i servizi di informazione sono principalmente quelli forniti da agenzie di stampa;
  - royalties e licenze: sfruttamento di brevetti, di marchi di fabbrica, modelli, disegni e know-how; diritti d'autore su opere musicali e letterarie; diritti d'immagine;
  - altri servizi alle imprese: merchanting[2] e altri servizi legati al commercio, leasing operativo, servizi vari di carattere professionale o tecnico;
  - servizi personali culturali e ricreativi: audiovisi, ingaggi e premi sportivi, ecc.;
  - servizi per il governo: si tratta di una categoria residuale che registra le transazioni in beni e servizi, non allocate altrove, poste in essere da ambasciate, consolati, unità militari, ecc.;
- redditi:
  - redditi da lavoro: le retribuzioni lorde (salari e stipendi al lordo delle imposte sul reddito, contributi sociali a carico del lavoratore trattenuti alla fonte dal datore di lavoro) di coloro che prestano un'attività di lavoro dipendente in un paese diverso da quello di residenza;
  - redditi da capitale: interessi, dividendi e utili reinvestiti, con distinzione tra redditi da investimenti diretti e da investimenti di portafoglio;
- trasferimenti unilaterali correnti:
  - privati: rimesse degli emigrati, pensioni erogate da enti esteri a residenti, eredità e donazioni, ecc.;
  - pubblici: vengono ripartiti secondo la controparte:
    - Unione europea: tra i debiti le imposte indirette versate all'Ue (dazi e prelievi sulle importazioni agricole, una quota dell'IVA), tra i crediti i contributi ricevuti dall'Ue per l'agricoltura e per la formazione professionale;
    - altri organismi internazionali: contributi versati/ricevuti da organismi internazionali diversi dall'Ue;
    - enti ed organismi nazionali: vi rientrano soprattutto (tra i debiti) gli aiuti ai Paesi in via di sviluppo;
    - altri soggetti non residenti: tra i crediti le imposte versate da privati non residenti al fisco italiano, tra i debiti le pensioni erogate da enti italiani a privati non residenti.

Il conto relativo al 2007 presenta i seguenti importi (in milioni di euro; la mancata quadratura dell'ultima cifra è dovuta agli arrotondamenti):
|                                    |  | Crediti | Debiti  | Saldo   |
| Merci                              |  | 366.400 | 363.459 | 2.941   |
| Servizi                            |  | 81.613  | 88.591  | -6.978  |
| Redditi                            |  | 63.989  | 83.664  | -19.675 |
| Trasferimenti unilaterali correnti |  | 20.103  | 33.756  | -13.653 |
|                                    |  | 532.105 | 569.470 | -37.366 |

Si sono quindi incassati pagamenti (crediti) per 532.105 milioni di euro, si sono eseguiti pagamenti (debiti) per 569.470 milioni di euro (in entrambi i casi, nelle forme riepilogate nel Conto finanziario), le uscite di denaro hanno superato le entrate di 37.366 milioni di euro.

### Conto capitale
Nel Conto capitale (detto anche Conto dei movimenti di capitale) compaiono:
- trasferimenti unilaterali in conto capitale, che possono essere:
  - privati: trasferimenti connessi all'espatrio o rimpatrio definitivo di emigrati (cosiddetta ricchezza netta dell'emigrato), remissione di debiti e altri trasferimenti non finalizzati al consumo;
  - pubblici: si distingue secondo la controparte:
    - Unione europea: contributi al Fondo per il sostegno all'agricoltura ed al Fondo di Sviluppo Regionale;
    - altri organismi internazionali: trasferimenti a/da organismi internazionali diversi all'Ue;
    - enti e organismi nazionali: comprende, tra l'altro, le remissioni del debito di paesi in via di sviluppo;
- acquisizioni e cessioni di attività non finanziarie non prodotte: vi rientrano le entrate/uscite per transazioni relative a terreni, risorse del sottosuolo, ecc. se poste in essere da ambasciate, consolati o basi militari all'estero,[4] e ad attività intangibili (licenze, brevetti, ecc.).

Il conto relativo al 2007 presenta i seguenti importi (in milioni di euro):
|                                             |  | Crediti | Debiti | Saldo |
| Trasferimenti unilaterali in conto capitale |  | 2.742   |        |       |
| Attività intangibili                        |  |         | 69     |       |
|                                             |  |         |        | 2.673 |

### Conto finanziario
Nel Conto finanziario (detto anche Conto dei movimenti finanziari) vengono registrati:
- investimenti diretti: gli investimenti effettuati per acquisire una responsabilità gestionale e per stabilire un legame durevole con un'impresa che opera in un paese diverso; convenzionalmente, sono tali gli investimenti che comportano una partecipazione al capitale maggiore o uguale al 10%; sono peraltro inclusi negli investimenti diretti anche il reinvestimento di utili, crediti commerciali, sottoscrizioni di titoli obbligazionari e prestiti;
- investimenti di portafoglio: gli investimenti in titoli (azioni e quote di fondi comuni, titoli di debito quali le obbligazioni e i titoli di Stato) non finalizzati come i precedenti, ma effettuati per fini speculativi;
- derivati: opzioni, futures, swap, ecc.;
- altri investimenti: voce residuale, che comprende le transazioni finanziarie con l'estero non comprese nelle precedenti né nelle riserve ufficiali; può trattarsi di crediti commerciali, di prestiti, di flussi di banconote e di movimentazione di depositi bancari, ecc.;
- riserve ufficiali: attività liquide detenute dall'autorità monetaria (la Banca d'Italia in quanto componente del SEBC) costituite da crediti vantati nei confronti di paesi non aderenti all'UEM e denominati in valute diverse dall'euro (oro monetario, DSP, quota sottoscritta di partecipazione al FMI, valute estere).

Il conto relativo al 2007 presenta i seguenti importi (in milioni di euro):
|                              |  | Attività | Passività | Totale  |
| Investimenti diretti         |  | -66.327  | 29.373    | -36.954 |
| Investimenti di portafoglio  |  | -658     | 18.763    | 18.105  |
| Derivati                     |  |          |           | 386     |
| Altri investimenti           |  | -61.456  | 107.581   | 46.125  |
| Variazioni riserve ufficiali |  |          |           | -1.524  |
|                              |  |          |           | 26.138  |

Il conto va letto come segue:
- gli importi negativi indicano deflussi di denaro, quelli positivi indicano afflussi di denaro; un afflusso di denaro corrisponde a un aumento delle passività (si contrae un debito) o a una diminuzione delle attività (si vende parte del patrimonio), un deflusso di denaro corrisponde a un aumento delle attività o a una diminuzione delle passività;
- sono attività gli investimenti diretti all'estero, prestiti all'estero, titoli emessi all'estero ecc., sono passività gli investimenti esteri in Italia, prestiti a residenti da banche estere ecc.; per tale motivo gli importi nella colonna "Attività", in quanto deflussi di denaro, hanno spesso segno meno (e quelli nella colonna "Passività" spesso segno più), ma può capitare che vi siano importi positivi se si vendono attività acquistate in precedenza (afflusso di denaro, diminuzione delle attività); ad esempio, la variazione delle attività per gli Investimenti di portafoglio, -658, è la risultante di vendite di azioni estere per 11.017 e di acquisti di titoli di debito esteri (soprattutto obbligazioni) per -11.675;
- gli importi nella colonna "Totale" contengono le somme delle due precedenti, non sono quindi "saldi", non sono differenze tra crediti e debiti (come nel conto corrente), ma indicano un afflusso di denaro se positivi, un deflusso se negativi;
- potrebbe risultare ingannevole la voce "Variazioni riserve ufficiali", in quanto un importo negativo (deflusso) indica in realtà un aumento delle riserve (in quanto aumento delle attività della banca centrale).

### Errori ed omissioni
La somma dei saldi del Conto corrente e del Conto capitale, -34.693, dovrebbe essere uguale in valore assoluto, ma col segno opposto, al saldo del Conto finanziario. In linea di principio, infatti, ad ogni debito registrato nei primi due conti (acquisizione di un'attività, sia essa una merce, una prestazione di lavoro o un brevetto) dovrebbe corrispondere un credito finanziario (uscita di denaro o altro come mezzo di pagamento); viceversa per i crediti.
In realtà vi è una differenza, per il 2007, di 8.555 milioni di euro in quanto le informazioni sulle varie poste sono tratte da fonti diverse, con tempi di registrazione e criteri di valutazione non omogenei. Contribuiscono anche transazioni le cui contropartite sfuggono alle registrazioni ufficiali, quali il contrabbando e le fughe di capitali.

## La posizione netta sull'estero
Si tratta di un prospetto statistico che riporta le consistenze, ad una certa data, delle attività e passività finanziarie verso il resto del mondo. Non fa parte della bilancia dei pagamenti, ma è ad essa strettamente correlato in quanto la variazione delle consistenze rispetto ad una data precedente sono causate dai flussi finanziari e da aggiustamenti resi necessari da variazioni nei prezzi e nei tassi di cambio o di volume intervenuti tra le due date (i flussi, infatti, sono convertiti a tassi medi, mentre gli stock a tassi di fine periodo).
Ad esempio, la posizione netta sull'estero per l'Italia alla fine del 2007 risultava (importi in miliardi di euro; la mancata quadratura dell'ultima cifra è dovuta agli arrotondamenti):
|                                 |  | Consistenze fine 2006 | Gennaio-Dicembre 2007 | Gennaio-Dicembre 2007 | Consistenze fine 2007 |
|                                 |  |                       | Flussi                | Aggiustamenti         |                       |
| Operatori non bancari residenti |  |                       |                       |                       |                       |
| Attività                        |  | 1.317,1               | 47,3                  | -29,8                 | 1.334,6               |
| Investimenti diretti            |  | 243,8                 | 47,3                  | -0,1                  | 290,9                 |
| Investimenti di portafoglio     |  | 785,7                 | -17,3                 | -28,9                 | 739,5                 |
| Altri investimenti              |  | 273,5                 | 19,2                  | -0,8                  | 291,9                 |
| Strumenti derivati              |  | 14,1                  | -1,9                  | ..                    | 12,2                  |
| Passività                       |  | 1,251,2               | 20,9                  | -27,7                 | 1.244,3               |
| Investimenti diretti            |  | 198,6                 | 24,8                  | -1,3                  | 222,1                 |
| Investimenti di portafoglio     |  | 875,7                 | -2,9                  | -25,9                 | 846,9                 |
| Altri investimenti              |  | 148,9                 | -4,1                  | -0,5                  | 144,3                 |
| Strumenti derivati              |  | 28,0                  | 3,0                   | ..                    | 31,1                  |
| Posizione netta                 |  | 65,9                  | 26,4                  | -2,1                  | 90,3                  |
| Banche residenti                |  |                       |                       |                       |                       |
| Attività                        |  | 397,8                 | 69,1                  | -10,7                 | 456,2                 |
| Passività                       |  | 637,9                 | 140,5                 | -21,4                 | 757,0                 |
| Posizione netta                 |  | -240,2                | -71,5                 | 10,7                  | -300,9                |
| Banca centrale                  |  |                       |                       |                       |                       |
| Attività                        |  | 108,1                 | 18,1                  | 4,5                   | 130,7                 |
| Passività                       |  | 1,0                   | -0,8                  | -0,1                  | 0,1                   |
| Posizione netta                 |  | 107,2                 | 18,9                  | 4,5                   | 130,6                 |
| Totale posizione netta          |  | -67,1                 | -26,1                 | 13,2                  | -80,0                 |

Si può rilevare che il totale dei flussi, -26,1 miliardi di euro, non è altro che il saldo del Conto finanziario col segno cambiato (se è positivo indica un afflusso di denaro, quindi un aumento delle passività e, pertanto, va sottratto dalla posizione patrimoniale precedente). Vi sono stati, tuttavia, aggiustamenti per 13,2 miliardi di euro, dovuti prevalentemente ad una riduzione di valore delle attività per l'apprezzamento dell'euro nei confronti del dollaro e ad una riduzione del valore dei titoli a lungo termine al passivo per l'aumento dei tassi di interesse. Il peggioramento complessivo della posizione netta (aumento del debito estero netto) è risultato quindi contenuto in 12,9 miliardi di euro.

## Periodicità
Le macro componenti del Conto corrente, del Conto capitale e del Conto finanziario sono pubblicate mensilmente nei "Supplementi" al Bollettino Statistico della Banca d'Italia. Per ciascun mese si hanno dati provvisori dopo 70/75 giorni, dati revisionati dopo 130/135 giorni. Eventuali ulteriori revisioni compaiono nel Supplemento del mese di giugno dell'anno successivo.
Vi è un'eccezione per le riserve ufficiali. Dopo le crisi finanziarie del Messico (1994-95) e del sud-est asiatico (1997-98), il Fondo Monetario Internazionale ha definito uno standard per la produzione di statistiche economiche e finanziarie tempestive ed affidabili. Conseguentemente, a partire dal marzo 2000 la Banca d'Italia pubblica mensilmente un Comunicato sulle riserve ufficiali e la liquidità internazionale dell'Italia, che riporta la situazione delle riserve alla fine del mese precedente.
Nel mese di marzo si pubblicano le serie complete dei dati mensili relativi ai beni ed ai servizi di trasporto di due anni prima, utilizzando le revisioni dei dati del commercio estero operate dall'ISTAT.
I dati completi, comprensivi cioè della posizione netta sull'estero, vengono pubblicati nella Relazione annuale della Banca d'Italia.

## Raccordo tra bilancia dei pagamenti e contabilità nazionale
Valgono le seguenti identità:
{\displaystyle \ PIL=C+I+G+(X-M)}
dove (cfr. il Conto economico delle risorse e degli impieghi del Sec95):
- PIL è il Prodotto interno lordo;
- C + I + G sono, rispettivamente, i consumi, gli investimenti lordi e la spesa delle amministrazioni pubbliche;
- X - M, differenza tra esportazioni e importazioni, è il saldo delle sottosezioni "beni" e "servizi" del Conto corrente.

{\displaystyle \ CAB=(X-M)+YN+TNC}
{\displaystyle \ RNLD=C+I+G+CAB}
{\displaystyle \ RNLD-C-G=S}
{\displaystyle \ S-I=CAB}
dove:
- CAB è il saldo del Conto corrente (Current Account Balance) della bilancia dei pagamenti;
- YN sono i redditi netti da lavoro e da capitale dall'estero;
- TNC sono i trasferimenti unilaterali correnti netti dall'estero;
- RNLD è il Reddito Nazionale Lordo Disponibile;
- S è il Risparmio lordo.

{\displaystyle \ S-I+(TNK-NPNNA)=CAB+(TNK-NPNNA)}
dove:
- TNK sono i trasferimenti unilaterali in conto capitale netti dall'estero;
- NPNNA sono gli acquisti dall'estero, meno le cessioni, di attività non finanziarie non prodotte (Net Purchases of Nonproduces Nonfinancial Assets);
- TNK-NPNNA è il saldo del Conto capitale della bilancia dei pagamenti;

Trascurando il conto Errori ed omissioni e gli aggiustamenti della posizione finanziaria internazionale (dovuti a variazione in volume o in valore - per oscillazioni di prezzi e tassi di cambio - delle attività e passività sull'estero) si ha:
{\displaystyle \ CAB+(TNK-NPNNA)=-CF=Var(accr/add)}
dove:
- CF è il saldo del Conto finanziario della bilancia dei pagamenti;
- Var(accr/add) è la variazione lorda della posizione patrimoniale sull'estero (cfr. l'accreditamento/indebitamento verso l'estero risultante dal Conto del capitale del Sec95).

Infine:
{\displaystyle \ (S+TNK)-(I+NPNNA)=Var(accr/add)}
dove:
- S+TNK è la variazione della ricchezza nazionale generata da nuovo risparmio e da trasferimenti unilateriali in conto capitale netti dall'estero;
- I+NPNNA rappresenta l'incremento dello stock di capitale produttivo, costituito da investimenti fissi e da beni immateriali quali brevetti e licenze.